# 吉越橋

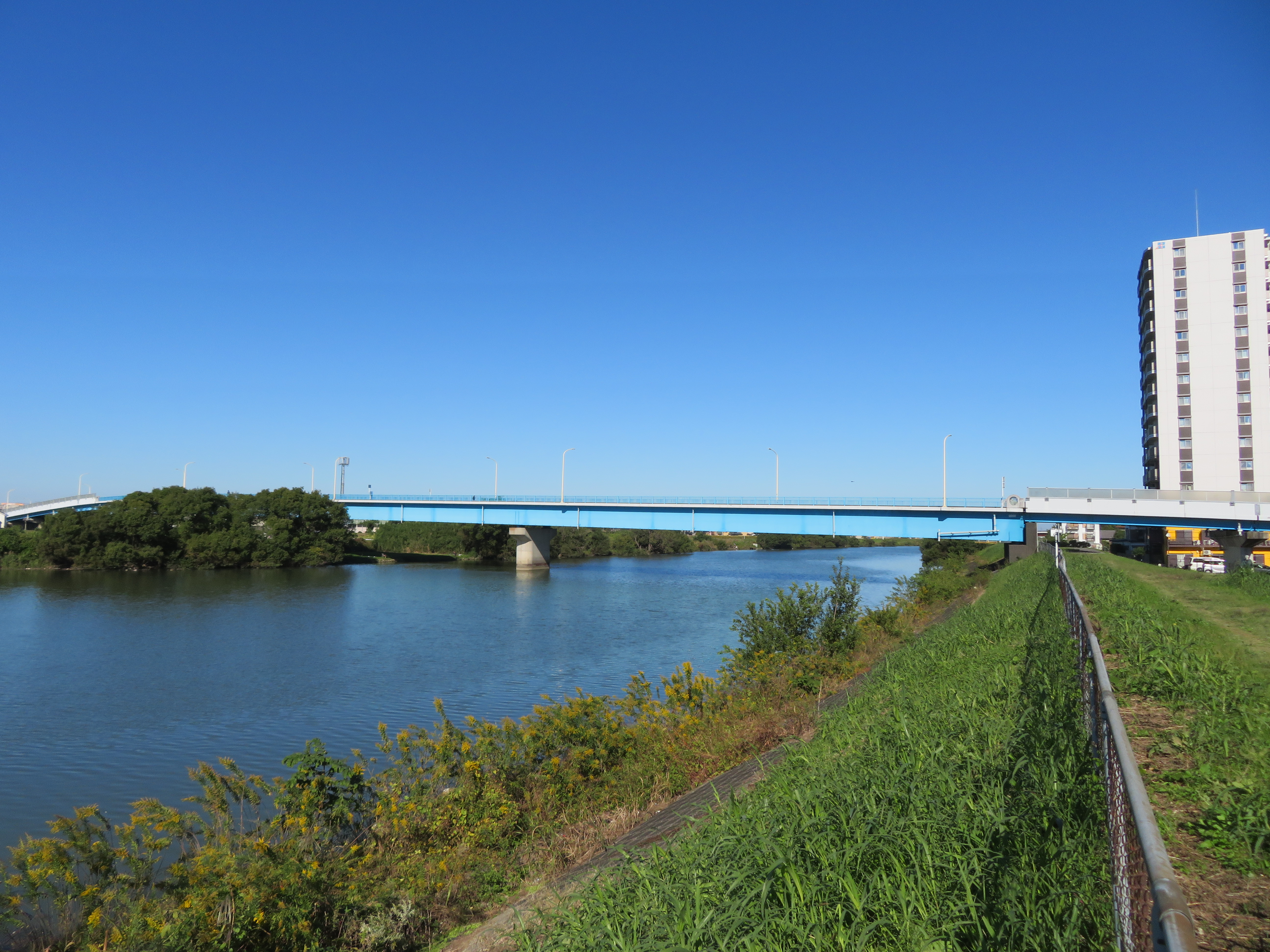
吉越橋

吉越橋（よしこしばし）は、埼玉県吉川市大字保と越谷市東町の間を流れる中川に架かる埼玉県道52号越谷流山線の道路橋である。

## 概要
中川の河口からおよそ30.0 kmの地点に架かる橋長426.8メートル、総幅員13.3メートル、支間長73.7メートルの鋼連続箱桁橋である。歩道は上流側と下流側の両側に設置されている。橋は高さがあるため、橋面は橋の両詰は斜路で緩やかな縦断曲線を描いている。親柱には市の花のレリーフが設置されている。
また、埼玉県の第一次緊急輸送道路に指定されている。橋の東詰には東京都道・埼玉県道67号葛飾吉川松伏線の保交差点があり、橋の西側を東町くぬぎ通りが通るが、橋とは交差のみで直接繋がっていない。

### 橋の諸元
- 道路区分：主要地方道（埼玉県道・千葉県道52号越谷流山線）
- 橋長：426.8 m[4]（主橋部:221.1 m）
- 総幅員：13.3 m
- 有効幅員：11.5 m（車道7.5 m、歩道2 m×2）[注釈 1]
- 支間割：73.7 m+73.7 m+73.7 m（主橋部）
- 形式：連続鋼箱桁（主橋部）
- 完成：1988年（昭和63年）[5]
- 開通：1990年（平成2年）3月29日[6][7]
- 管理者：埼玉県（担当事務所：埼玉県越谷県土整備事務所）
- 車道：片側1車線

## 歴史

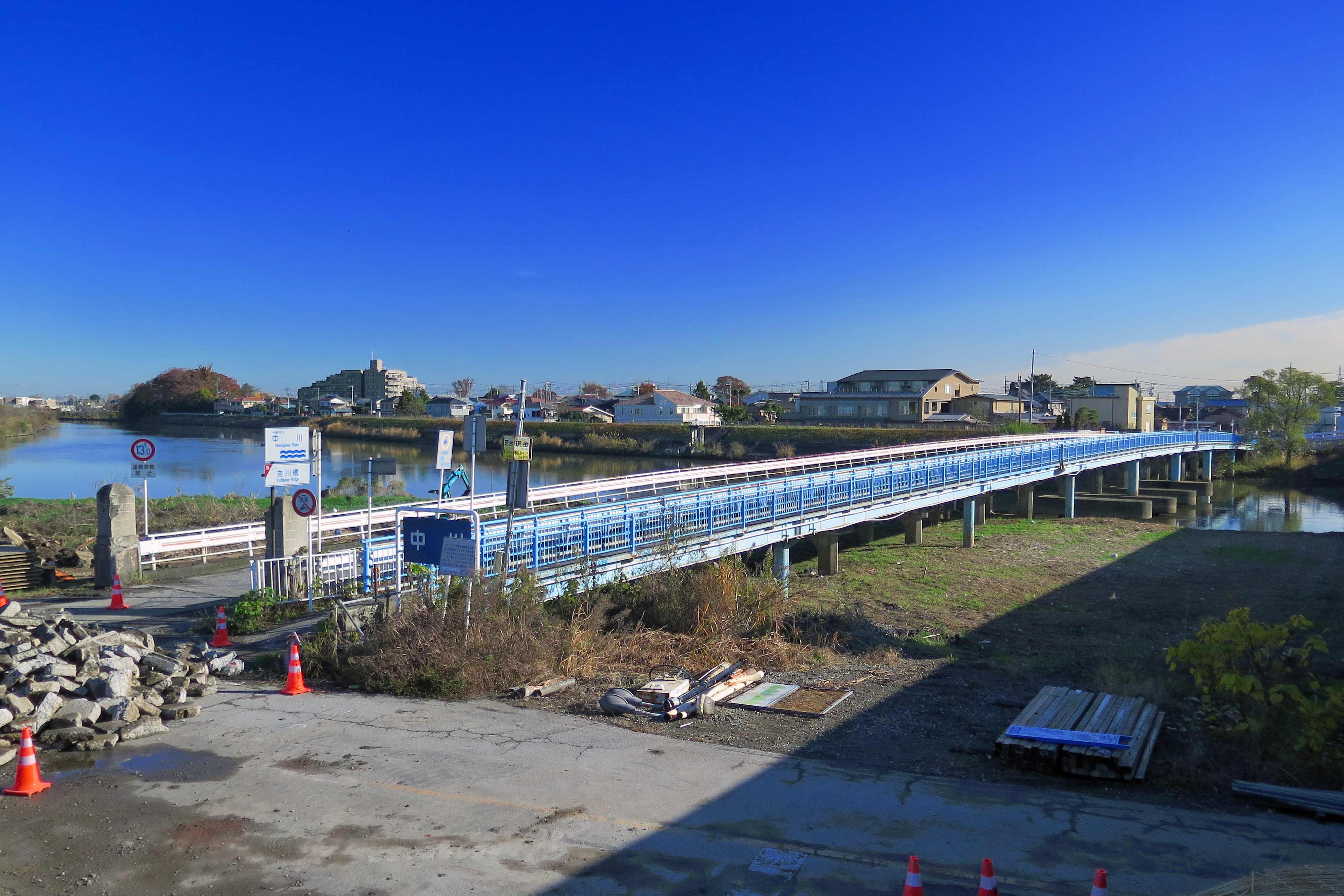
吉川橋（1933年〜2014年）

本橋の550メートル上流に、同県道の現道の橋として吉川橋が架橋されていたが、市街地にもかかわらず吉川橋以外に、吉川・越谷両市を直接的に往来できる橋が無かったため慢性的な渋滞が発生していた。また、当時の吉川橋は車道幅が狭いことと、13 tの車両重量制限規制が行われていたため大型車が通行することができず、下流の埼玉県道29号草加流山線の八条橋や埼玉県道19号越谷野田線の古利根川に架かる寿橋などへ大きく迂回する必要があった。
そのため、吉川橋周辺の渋滞緩和と大型車の通行を可能にすることを目的として埼玉県が事業主体となり、1981年（昭和56年）度より事業着手され、総事業費34億3000万円を投じて1990年（平成2年）に下流側に本橋が架橋された。取付道路を含めた事業延長は1020メートルであった。同年3月29日に開通式が挙行され、三世代夫婦を先頭に県や市町関係者ら約200人のほか、両市町民300人による渡り初めが越谷市側より行なわれた。午後から一般供用が開始された。

## 周辺
本橋はJR武蔵野線吉川駅から徒歩10分の場所に所在する。左岸側は住宅地や商業地であり、右岸側は農地も多く見られる。右岸側で堤防の築造など河川改修工事が実施され、右岸沿いを通る「東町くぬぎ通り」の付け替えが行われている。
- 吉川中央総合病院
- 真言宗金剛寺
- 真言宗日蔵院
- 四條日枝神社･天満天神社
- さなえ幼稚園
- 東町ポンプ場
- 保第二公園
- 月の公園

## 隣の橋
- 中川

（上流） - 新川橋 - 吉川橋 - 吉越橋 - 武蔵野線中川橋梁 - 新中川水管橋 - （下流）